# Nina Alexandrowna Aljoschina
Nina Alexandrowna Aljoschina, geboren Nina Alexandrowna Uspenskaja (russisch Нина Александровна Алёшина; * 17. Juli 1924 in Moskau; † 17. November 2012 ebenda), war eine sowjetisch-russische Architektin.

## Leben
Nina Alexandrowna war die Enkelin des Erzpriesters der Auferstehungskirche in Tarussa Nikolai Uspenski. Als der Deutsch-Sowjetische Krieg begann, erreichte sie den Abschluss an einer Musikschule. Darauf folgte ein Klavierstudium. Sie studierte dann am Moskauer Architektur-Institut MArchI insbesondere bei Boris Sergejewitsch Mesenzew mit Abschluss 1950. Sie heiratete den Künstler Nikolai Iwanowitsch Aljoschin (1923–1984).
Nach dem Studium begann Aljoschina bei Alexei Nikolajewitsch Duschkin zu arbeiten. Für den Bau der Station Nowoslobodskaja der Kolzewaja-Linie der Metro Moskau fertigte sie die Zeichnungen für die Wand- und Pfeilersockelverkleidungen an und auch für die Metallteile der Öffnungen und Glasfenster, während ihr Mann dem Maler Pawel Dmitrijewitsch Korin bei den Gemälden für die Glasfenster half.
Aljoschina war die Autorin von 19 Metro-Station-Projekten, von denen sie 9 zusammen mit Natalja Konstantinowna Samoilowa ausführte. Seit Beginn der 1970er Jahre bevorzugte sie Metalle bei der Ausgestaltung der Stationen. In der Station Oktjabrskoje Pole setzte sie erstmals eloxiertes Aluminium für die Verkleidung der Säulen ein. Für den Bau der 1975 eröffneten Metro-Station Kusnezki Most erhielt sie mit Samoilowa den Preis des Ministerrats der UdSSR. Bei ihrem Umbau (zusammen mit Alexander Fjodorowitsch Strelkow) der 1935 eröffneten Station Dserschinskaja (jetzt Ljubanka) von Nikolai Alexandrowitsch Ladowski mit Einrichtung einer zentralen Halle und eines Durchgangs zur Station Kusnezki Most (1975) wurde der Eingriff in Ladowskis Gestaltung kritisiert.
Beim Bau der Station Marxistskaja (1979, zusammen mit W. S. Wolowin, Samoilowa und R. P. Tkatschowa) benutzte Aljoschina rosafarbenen Marmor für die Wand- und Säulenverkleidungen, wofür sie selbst im Steinbruch bei Irkutsk die Marmorblöcke aussuchte. Zur Beleuchtung wurden Leuchtstoffröhren in vertikalen Spiralen als Symbol des Marxismus angeordnet. Für die Strukturierung des grauen Marmorfußbodens wurde der achteckige Stern von Betlehem verwendet, was gegen die christliche Tradition verstieß.
Die Station Perowo (1979) war der Volkskunst gewidmet, wofür Aljoschina 1980 mit ihren Mitautoren mit einem Diplom der Union der Architekten der UdSSR ausgezeichnet wurde. 1981 wurde Aljoschina Chefarchitektin der Serpuchowsko-Timirjasewskaja-Linie. Daneben leitete sie praktisch die Architekturabteilung des Instituts Metrogiprotrans, dessen Chefarchitektin sie 1985–1991 war. Die Ausgestaltung der 1983 eröffneten Station Tschertanowskaja widmete sie ihrem Lehrer Alexei Nikolajewitsch Duschkin. In der 1988 eröffneten Station Mendelejewskaja sind an den Wänden stilisierte Atom- und Molekülstrukturen dargestellt, und die Leuchten sind in Form von Kristallgittern angeordnet. Ihre letzte Arbeit für die Metro Moskau war die Station Tschkalowskaja (1995 mit L. L. Borsenkow und A. L. Wigdorow), wofür sie zur Auswahl des Marmors selbst nach Nordgriechenland fuhr. Sie arbeitete im Metrogiprotrans bis zu ihren letzten Tagen. Sie wirkte bei der Dokumentation der Metro-Stationen mit, so dass dank ihrer Bemühungen 17 Metro-Stationen als Moskauer Architekturdenkmäler anerkannt wurden.
Aljoschinas Tochter Tatjana Nikolajewna Aljoschina (1955–1981) war Künstlerin. Der Grafiker Boris Alexandrowitsch Uspenski (1927–2005) war Aljoschinas jüngerer Bruder.
Aljoschina wurde auf dem Wwedenskoje-Friedhof neben ihrem Mann und ihrer Tochter begraben.

## Ehrungen, Preise
- Preis des Ministerrats der UdSSR (zweimal)
- Ehrenzeichen der Sowjetunion
- Medaille „Für heldenmütige Arbeit“
- Golddiplom des Internationalen Architekturfestivals 2001 der Union der Architekten Russlands für die Ljublinsko-Dmitrowskaja-Linie[7]

## Werke

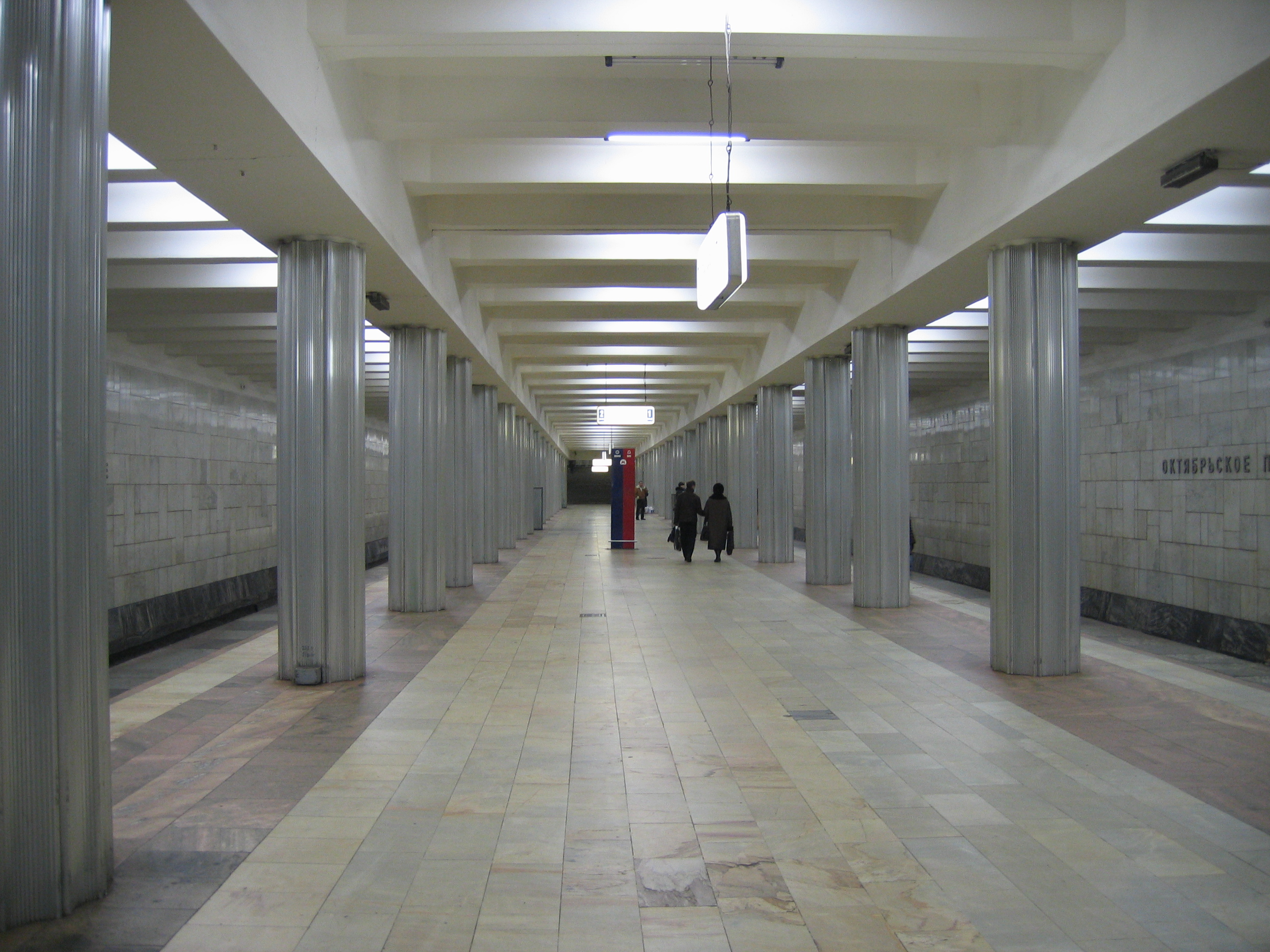
Oktjabrskoje Pole
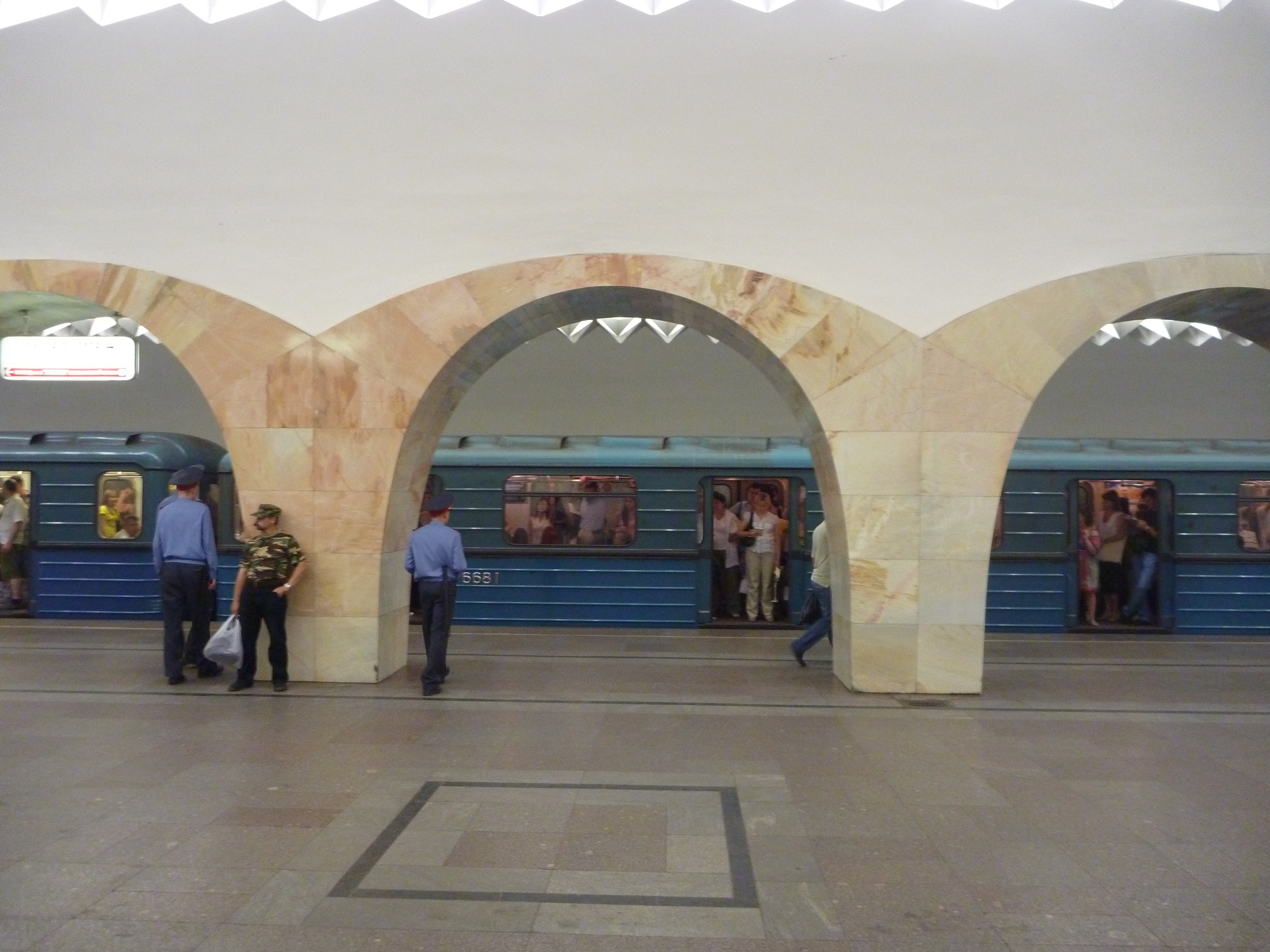
Kusnezki Most
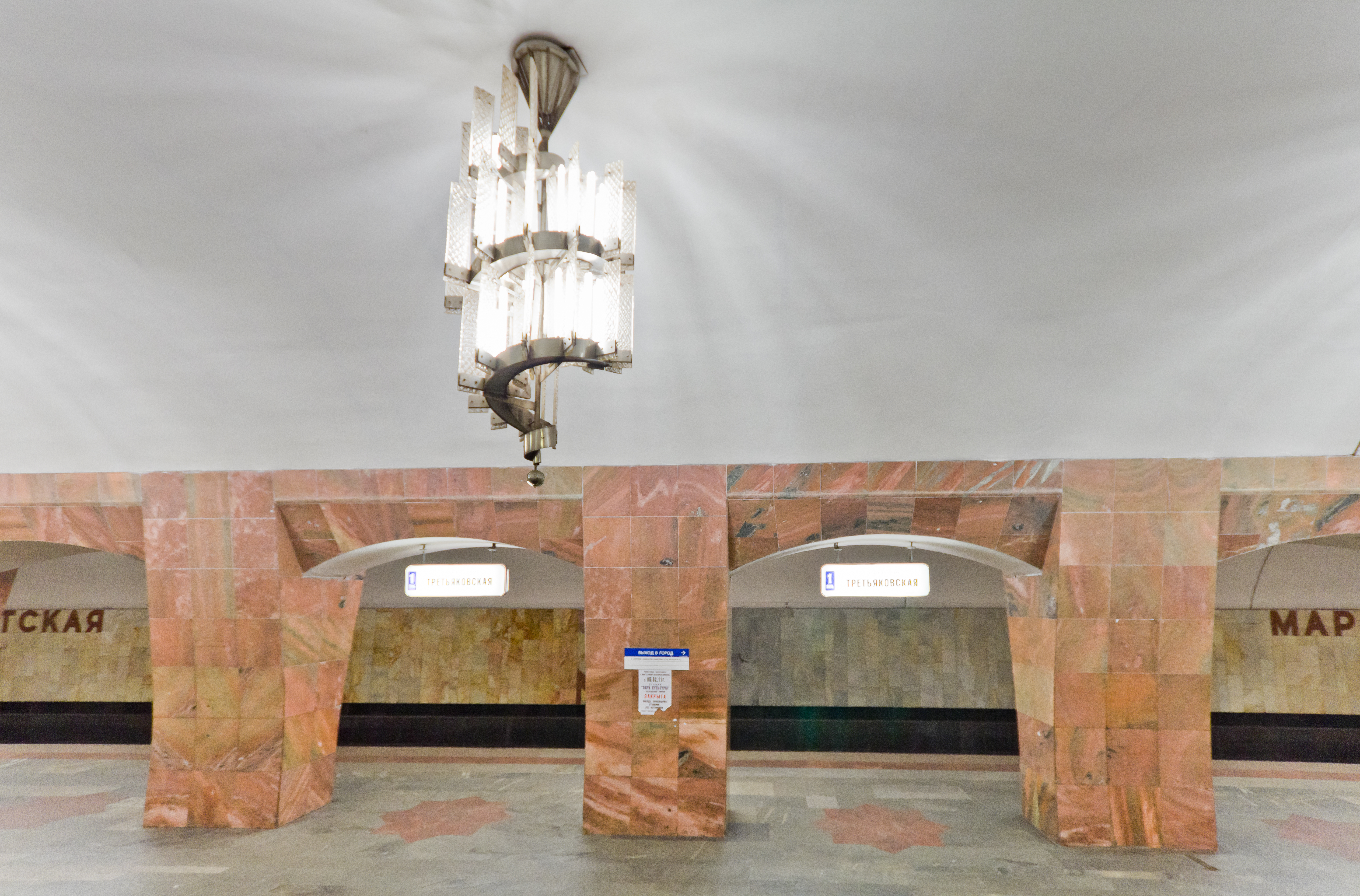
Marxistskaja
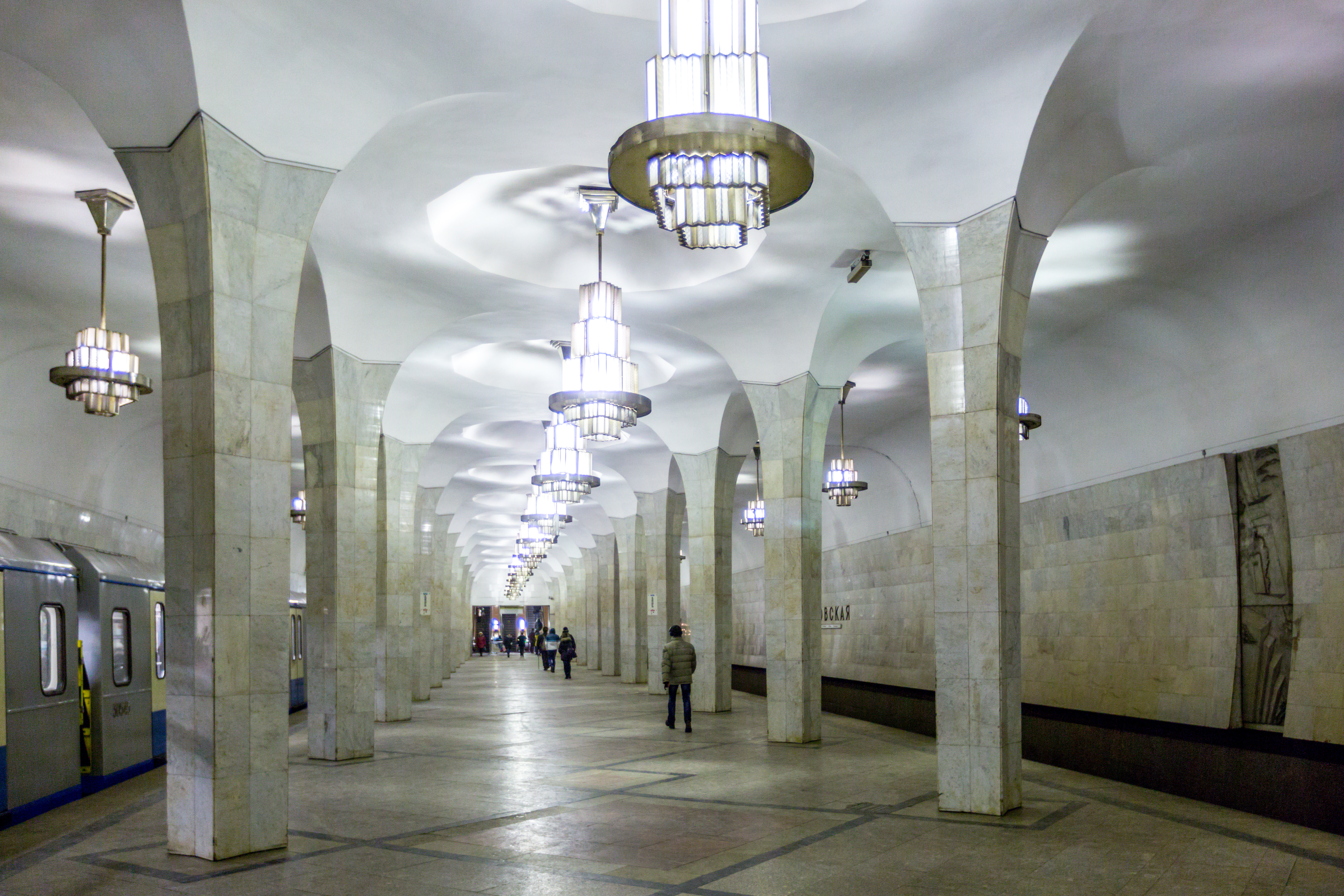
Tschertanowskaja
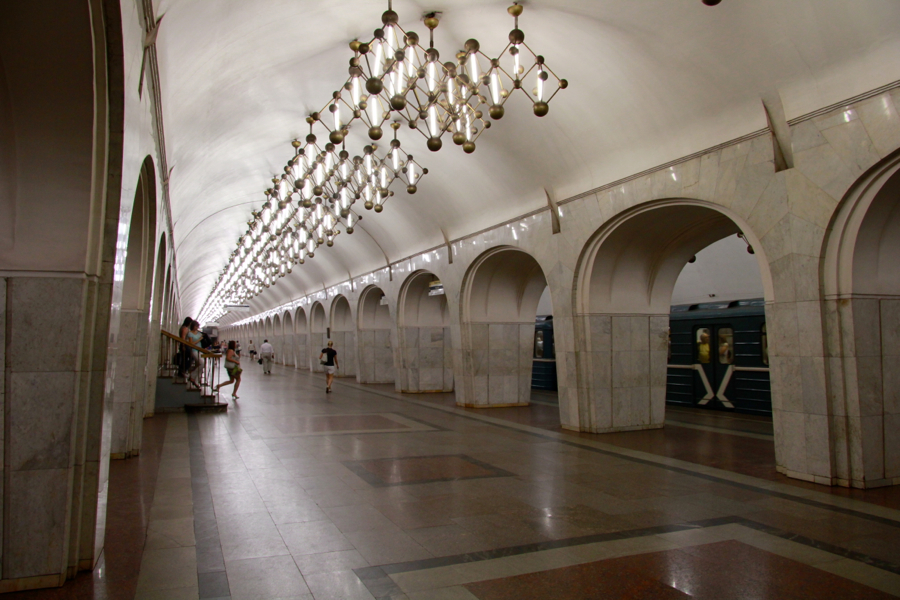
Mendelejewskaja
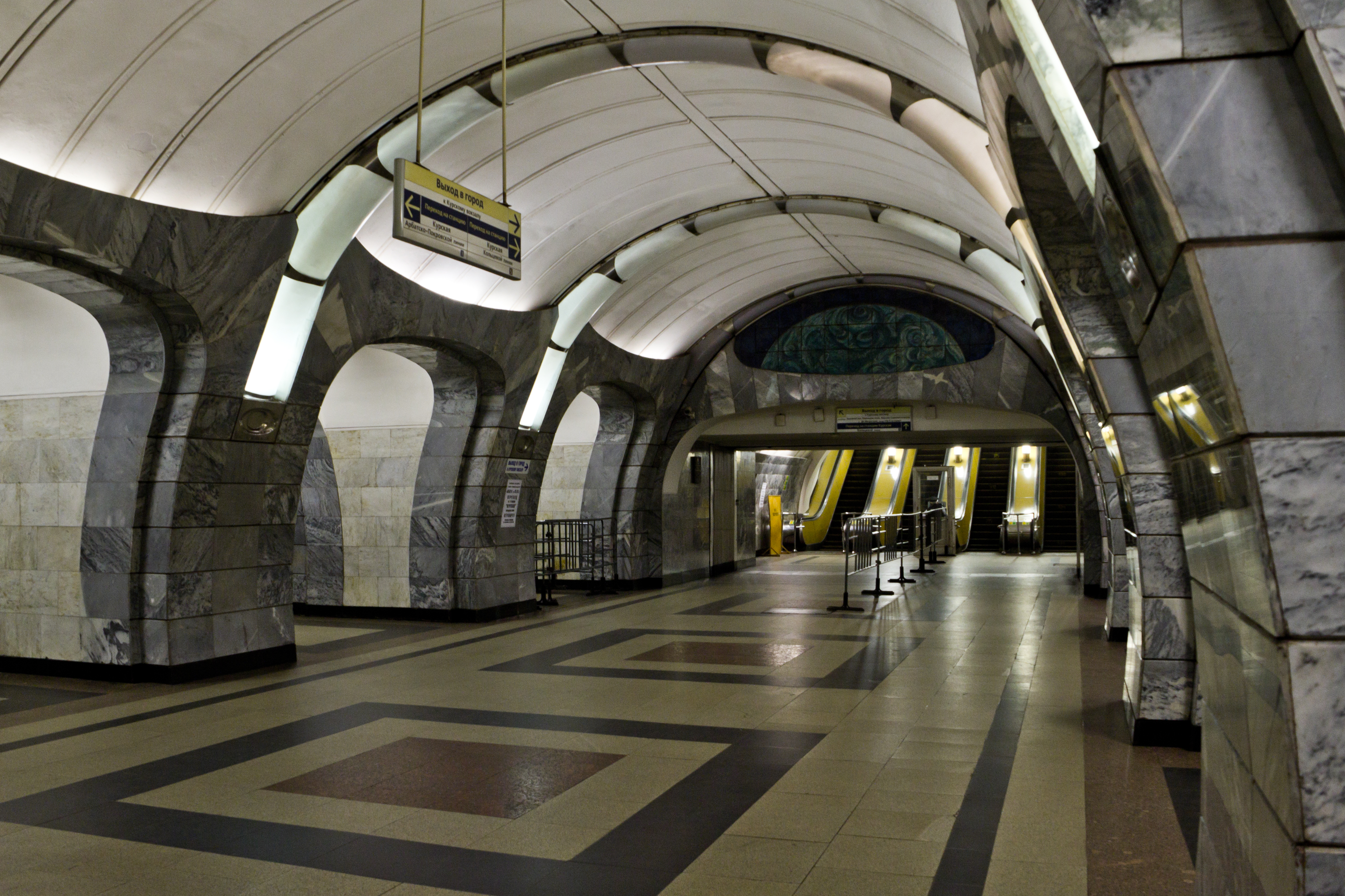
Tschkalowskaja